# Foxtrott
Der Foxtrott (englische Schreibweise Foxtrot ‚Fuchsgang‘) ist ein Gesellschaftstanz, der paarweise getanzt wird und zu den Standardtänzen des Welttanzprogramms gehört.

## Geschichte
Entstanden ist der Foxtrott zwischen 1910 und 1915 in Nordamerika. Sowohl die tänzerischen Wurzeln als auch die Herkunft des Namens sind nicht eindeutig zu bestimmen, da sich hier zahlreiche Quellen deutlich widersprechen.
Der Foxtrott nahm Elemente des Ragtime, Onestepp, Twostep sowie des von Vernon und Irene Castle choreografierten Castle Walk auf. Der Name Foxtrott geht möglicherweise auf den Schauspieler Harry Fox zurück, der für sein damals populäres Varieté „Harry Fox & the Ziegfeld Follies“ Schritte aus Onestep und Castle Walk übernahm. Fox verbreitete so diesen Tanz in der Öffentlichkeit. Der Foxtrott wurde zum Synonym für eine Reihe von Geh- und Schreittänzen, von denen die meisten nicht mehr existieren.
Nach Europa kam der Foxtrott erst nach dem Ersten Weltkrieg. 1920 wurde das vorhandene Schrittmaterial auf einer Konferenz in England zum ersten Mal geordnet. Seit 1924 unterscheidet man zwischen der langsamen Variante, dem Slowfox sowie dem schnelleren Quickstepp. Ins Welttanzprogramm wurde der Foxtrott 1963 mit aufgenommen, als Turniertanz wurde er in Europa jedoch nie verwendet.

## Technik
Während Slowfox und Quickstepp technisch sehr anspruchsvoll sind, ist der Foxtrott recht unkompliziert. Die Schritte werden normal gesetzt, besondere Körperhaltungen, Posen oder schwierige Figuren sind nicht vorgesehen; einzig das „Auf-und-ab-Hüpfen“ – vor allem des Kopfes – bei den schnellen Seitschritten gilt es zu vermeiden.

## Rhythmus und Musik
Der Foxtrott wird auf Musik im 4/4-Takt getanzt, wobei ein kompletter Grundschritt sechs Schläge und damit anderthalb Takte umfasst. Dadurch wird der Grundschritt auf den Takt bezogen zeitlich versetzt, wie es auch beim Abkömmling Discofox der Fall ist. Die Geschwindigkeit ist in einem weiten Rahmen möglich.
Der Foxtrott wird traditionell auf Popmusik getanzt, ist aber in Tanzschulen besonders deswegen beliebt, weil er sich auch gut auf Hip-Hop-Musik tanzen lässt.

## Grundschritt
| Takt:         |   | 1 | 2 | 3 | 4 | 1 | 2 | 3 | 4 | 1 | 2 | 3 | 4 |   |
| Grundschritt: | < | X |   | X |   | X | X | X |   | X |   | X | X | > |

Legende: X = (Vollzogener) Schritt, < … | …> = ein Grundschritt.
Herrenschritte:
1. Der Herr startet mit einem längeren Schritt des linken Fußes nach vorne.
2. Darauf macht er einen weiteren Schritt mit dem rechten Fuß nach vorne.
3. und 4. Nun folgt der „Seit-Schluss“, bei dem der Herr mit dem linken Fuß einen kleinen Schritt nach links macht und den rechten Fuß neben den linken setzt.
4. Jetzt folgt ein langer Rückwärtsschritt mit dem linken Fuß,
5. gefolgt von einem langen Schritt rückwärts mit dem rechten Fuß.
6. und 8. Nun folgt wieder ein „Seit-Schluss“, bei dem der Herr den linken Fuß etwas nach links setzt und den rechten Fuß wieder neben den linken positioniert.
7. Nun beginnt man wieder bei Schritt 1.

Damenschritte:
1. Die Dame startet mit einem längeren Schritt des rechten Fußes nach hinten.
2. Darauf macht sie einen weiteren Schritt mit dem linken Fuß nach hinten.
3. und 4. Nun folgt der „Seit-Schluss“, bei dem die Dame mit dem rechten Fuß einen kleinen Schritt nach rechts macht und den linken Fuß neben den rechten setzt.
4. Jetzt folgt ein langer Vorwärtsschritt mit dem rechten Fuß,
5. gefolgt von einem langen Schritt vorwärts mit dem linken Fuß.
6. und 8. Nun folgt wieder ein „Seit-Schluss“, bei dem die Dame den rechten Fuß etwas nach rechts setzt und den linken Fuß wieder neben den rechten positioniert.
7. Nun beginnt man wieder bei Schritt 1.

Den „Seit-Schluss“-Teil führt man allgemein doppelt so schnell aus wie die restlichen Schritte.